# Cranichis werffii
Cranichis werffii är en orkidéart som beskrevs av Leslie Andrew Garay. Cranichis werffii ingår i släktet Cranichis, och familjen orkidéer. Inga underarter finns listade i Catalogue of Life.